# Ralph Kirkpatrick
Ralph Kirkpatrick (Leominster, 10 de junho de 1911 –  Guilford (Connecticut), 13 de abril de 1984) foi um músico, musicólogo e cravista americano.

## Carreira
Estudou notação musical e piano na Universidade Harvard e completou seus estudos com Nadia Boulanger e com a pioneira no renascimento do cravo, Wanda Landowska, em Paris. Também estudou com Arnold Dolmetsch em Haslemere, Heinz Tiessen em Berlim e Günther Ramin em Leipzig. De 1933 a 1934, ensinou no Mozarteum de Salzburgo, Áustria. Uma bolsa de estudos do Guggenheim possibilitou que fosse estudar na Europa.
A partir de 1940, foi professor na Universidade de Yale, onde publicou sua biografia de Domenico Scarlatti e uma edição crítica das obras completas de Scarlatti (1953). Atualmente, por convenção, as obras de Scarlatti são designadas por seus "números Kirkpatrick" (mostrados como Kk), que é considerado o sistema de numeração padrão, oficial, das sonatas para teclado de Scarlatti, apesar da existência de pelo menos mais dois outros sistemas de numeração (ver Opus (música)).
As gravações de Kirkpatrick das obras de Johann Sebastian Bach (selo Archive) são definitivas por seu fraseado superior e excelência de consistência. Seu fraseado nos movimentos lentos das várias obras para cravo de Bach, são exemplos notáveis do potencial do conteúdo emocional dessas obras, que a maioria dos intérpretes de Bach frequentemente deixa passar em branco. O entendimento profundo da música de Bach por Kirkpatrick pode ser comprovado na sua edição das Variações Goldberg desse compositor (1938, G. Schirmer, Inc. New York - 37149), que inclui um extenso texto com explicações sobre os critérios de execução: ornamentos, dedilhado, fraseado, andamento, dinâmica e interpretação em geral.
Kirkpatrick também é interprete de música moderna, incluindo o Concerto para Cravo e Orquestra de Quincy Porter, o Concerto para Cravo e Orquestra de Darius Milhaud, a Sonata para Violino e Cravo e o Concerto Duplo para Cravo, Piano e Orquestra de Câmara de Elliott Carter, que foi a ele dedicado.
Como intérprete e realizador de gravações, ele se tornou mais conhecido por suas interpretações ao cravo da música para teclado de Johann Sebastian Bach e de Domenico Scarlatti. Ele também gravou tocando ao clavicórdio (por exemplo, as invenções a duas e três vozes de Bach) e ao pianoforte (especialmente obras de Mozart).
Ralph Kirkpatrick faleceu aos 72 anos em Guilford, Connecticut.

## Publicações
- Kirkpatrick, Ralph (1953). Domenico Scarlatti. [S.l.]: Princeton University Press. ISBN 0-691-02708-0
- Kirkpatrick, Ralph. Interpreting Bach's Well-Tempered Clavier: A Performer's Discourse of Method. Yale University Press, 1984.
- Kirkpatrick, Ralph. Early Years. Peter Lang, 1985.
- Kirkpatrick, Meredith. Ralph Kirkpatrick: Letters of the American Harpsichordist and Scholar. University of Rochester Press, 2014.
- Kirkpatrick, Meredith. Reflections of an American Harpsichordist: Unpublished Memoirs, Essays, and Lectures of Ralph Kirkpatrick. University of Rochester Press, 2017.